# 深田直城
深田 直城（ふかだ ちょくじょう、文久元年7月14日（1861年8月19日） - 昭和22年（1947年））は、明治から昭和初期にかけての日本画家。京都で四条派を学び、その流れを組む大阪の船場派で画作に励むとともに多くの後進を育てた。

## 略歴
深田直城は、幕末の文久元年7月14日（1861年8月19日）に近江国膳所藩（現：滋賀県大津市）に生まれた。明治2年（1869年）に京都へ移住。明治8年（1875年）、父の友人だった加島菱洲から洋画を習い、翌9年4月に森川曾文に師事して四条派を学ぶ。明治11年（1878年）18歳で独立し、明治14年（1881年）から明治19年（1886年）まで京都画学校に出仕し、後進の育成に努めた。明治19年（1886年）より居所を大阪に移し、大阪画壇の中心的人物の一人となった。大正3年（1814年）には兵庫県の西宮に転居している。
展覧会への出品歴を並べると、明治15年（1882年）第1回内国絵画共進会で入選、明治17年（1884年）には受賞。明治23年（1890年）の第3回内国勧業博覧会では『鳴門図』が妙技三等、明治28年（1895年）の第4回内国勧業博覧会は『藤花山鶏図』で褒状、明治36年（1903年）に地元の大阪で開かれた第5回内国勧業博覧会では審査員として『海底遊漁図双屏（海魚遊泳）』を出品している。明治40年（1907年）に正派同志会展審査員となり、文展（現在の日展）の審査員などを歴任した。名は政孝、字は子簽、別号を秋月（棲）、対甲山房と称した。
海魚を最も得意としたと評され、鯉を描いた作品も多いが、風景画や花鳥画の優品も残る。弟子に平井直水、中川和堂などがおり、長男の深田五城は菊池芳文にも師事し、花鳥画を得意とした。

## 作品
| 作品名             | 技法         | 形状・員数 | 寸法（縦x横cm）                           | 所有者               | 年代              | 出品展覧会              | 落款・印章                                                                          | 備考 |
| ------------------ | ------------ | ---------- | ----------------------------------------- | -------------------- | ----------------- | ----------------------- | ----------------------------------------------------------------------------------- | ---- |
| 春秋花鳥図         | 絹本著色     | 双幅       | 137.8x85.5（各）                          | 泉屋博古館           | 明治時代          |                         | 款記「直城」                                                                        |      |
| 流鏑馬図           |              |            |                                           | 大阪天満宮           | 明治時代          | 款記「直城寫」/朱文方印 |                                                                                     |      |
| 海辺群鶴之図       | 紙本金地著色 | 六曲一双   | 163.3x360.0（各）                         | 泉屋博古館           | 1913年（大正2年） |                         | 款記「直城」                                                                        |      |
| 四時花禽図         |              | 4幅対      |                                           | 白鹿記念酒造博物館   | 1917年（大正6年） |                         |                                                                                     |      |
| 荒磯鯛図           | 絹本着色     |            | 129.2x56.3                                | 大阪中之島美術館     | 1934年（昭和9年） |                         |                                                                                     |      |
| 水辺芦雁 雪中船泊  | 絹本著色     | 双幅       | 水辺芦雁：107.0x50.2 雪中船泊：106.8x50.1 | 関西大学図書館       | 晩年の作か        |                         | 共に款記「直城筆」 「正孝」白文重廓方印（水辺芦雁）、「秋月棲」朱文円印（雪中船泊） |      |
| 深田直城肉筆絵手本 |              |            |                                           | 大阪府立中之島図書館 |                   |                         |                                                                                     |      |